# Polygala venulosa
Polygala venulosa là một loài thực vật có hoa trong họ Polygalaceae. Loài này được Sm. miêu tả khoa học đầu tiên năm 1813.